# Ninja Turtles: The Next Mutation
Ninja Turtles: The Next Mutation eller Saban's Ninja Turtles: The Next Mutation er en amerikansk/japansk tv-serie i 26 afsnit produceret af Saban Entertainment og Toei og sendt på Fox Kids netværk 1997-1998. Den kortlivede serie var løst baseret på Mirage Studios Teenage Mutant Ninja Turtles.
Serien introducerede mange nye elementer til Teenage Mutant Ninja Turtles-sagaen herunder nye centrale fjender, en hær af menneskelignende drager kendt som "The Rank" ledet af den ondskabsfulde Dragon Lord. Serien blev i noget af præsentationsmaterialet fremstillet som en fortsættelse af den netop afsluttede første tegnefilmserie om padderne, men det stod hurtigt klart, at det ikke var tilfældet i praksis. I stedet fulgte den tilsyneladende op på de tre spillefilm fra 1990-1993. Således bor padderne i den samme forladte undergrundsstation som i den anden og tredje film, og Splinters øre er flænget på samme måde som i filmene. Dog er den gamle ærkefjende, Shredder, stadig i live (og ikke længere Super-Shredder), mens de traditionelle figurer April O'Neil og Casey Jones glimrer ved deres fravær.
Det mest prominente nye element var en femte kvindelig muteret padde ved navn Mei Pieh Chi men kaldet Venus de Milo efter den berømte statue. Hun var oplært i shinobi og bar en lyseblå maske, der var flettet bagi som en hestehale. Hun blev muteret af det samme mutagen som de fire første padder, men Leonardo slår allerede fast i andet afsnit, at padderne ikke er i familie i biologisk forstand. En bemærkelsesværdig påpegelse eftersom de andre serier, film osv. om padderne ellers helt har undgået dette emne eller direktet fastslået at de er blodsbeslægtede.
Andre bemærkelsesværdige ændringer omfattede paddernes våben. Hvor Leonardo ellers normalt benytter sig af katanasværd, har han her to dobbeltbladede ninjatou men bruger normalt kun den ene. Mens Raphaels to sai kunne kombineres til en stav. Og fordi nunchaku er ulovlige i flere lande, blev Mchelangelos traditionelle våben her erstattet af et par tonfa. Al lignende årsager blev serien i nogle lande desuden omdøbt til Hero Turtles: The Next Mutation.

## Medvirkende

### Padderne og deres allierede
- Leonardo: Gabe Khouth
  - Leonardo stemme: Michael Dobson
- Michaelangelo: Jarreed Blancard
  - Michaelangelos stemme: Kirby Morrow
- Donatello: Ricard Yaw
  - Donatellos stemme: Jason Gray-Stanford
- Raphael: Mitchell A. Lee Yuen
  - Raphaels stemme: Matt Hill
- Venus de Milo: Nicole N. Parker
  - Venus stemme: Lalainia Lindbjerg
- Splinter: Fiona Scotty
  - Voice of Splinter: Stephen Mendel
- Chung I: Chong Tseng

### Fjender
- Shredder: Patrick Pon
- Dragon Lord: Gerald Wong
  - Dragon Lords stemme: Christopher Gaze
- Wick (dukke): Adam Behr, Bill Terezakis
  - Wicks stemme: Lee Tockar
- Rank Lieutenant: Andrew Kavadas
- Dr Quease: Simon Webb
- Silver: Gary Chalk
- Monkey Thief Mick: Michael Dobson
- Monkey Thief Dick: Ronnie Way
- Chi Chu: Lauren Attadia
  - Chi Chus stemme: Sherry Thorson
- Vam-Mi: Kira Clavell
  - Vam-Mis stemme: Saffron Henderson
- Bonesteel: Scott McNeil
- Bing: Justin Soon
  - Bings stemme: Colin Musback

## Afsnit
| Ep # | Afsnit                     | Sendt              |
| ---- | -------------------------- | ------------------ |
| 1    | "East Meets West, Part 1"  | 12. september 1997 |
| 2    | "East Meets West, Part 2"  | 19. september 1997 |
| 3    | "East Meets West, Part 3"  | 26. september 1997 |
| 4    | "East Meets West, Part 4"  | 3. oktober 1997    |
| 5    | "East Meets West, Part 5"  | 10. oktober 1997   |
| 6    | "The Staff of Bu-Ki"       | 17. oktober 1997   |
| 7    | "Silver and Gold"          | 24. oktober 1997   |
| 8    | "Meet Dr. Quease"          | 31. oktober 1997   |
| 9    | "All in the Family"        | 7. november 1997   |
| 10   | "Trusting Dr. Quease"      | 14. november 1997  |
| 11   | "Windfall"                 | 21. november 1997  |
| 12   | "Turtles Night Out"        | 28. november 1997  |
| 13   | "Mutant Reflections"       | 5. december 1997   |
| 14   | "Truce or Consequence"     | 12. december 1997  |
| 15   | "Sewer Crash"              | 19. december 1997  |
| 16   | "Going Ape"                | 9. januar 1998     |
| 17   | "Enemy of My Enemy"        | 16. januar 1998    |
| 18   | "King Wick"                | 23. januar 1998    |
| 19   | "The Good Dragon"          | 30. januar 1998    |
| 20   | "The Guest"                | 6. februar 1998    |
| 21   | "Like Brothers"            | 13. februar 1998   |
| 22   | "Unchain My Heart, Part 1" | 20. februar 1998   |
| 23   | "Unchain My Heart, Part 2" | 27. februar 1998   |
| 24   | "Unchain My Heart, Part 3" | 6. marts 1998      |
| 25   | "Unchain My Heart, Part 4" | 13. marts 1998     |
| 26   | "Who Needs Her"            | 20. marts 1998     |

## Power Rangers crossover
Udover The Next Mutation gæsteoptrådte padderne også hos Power Rangers-serien Power Rangers in Space. Her fører slutningen af afsnittet "Save Our Ship" direkte over i afsnittet "Shell Shocked", hvor padderne bliver hjernevasket af Astromena til at kæmpe mod Rangerne. Hendes kontrol med dem bliver senere brudt, og de går sammen med Space Rangers om at bekæmpe Astromenas styrker. Før de vender tilbage til New York, har padderne en anmodning til rangerne: surfe i rummet på Galaxy Gliders

## Dvd-udgivelse
Hele serien i form af den stærkt redigerede "Hero Turtles"-version er udgivet på dvd i Storbritannien af Jetix Films. Serien er delt op i en pakke med de første 11 afsnit fordelt på tre skiver udsendt i juli 2007 og en pakke med de resterende 15 afsnit ligeledes fordelt på tre skiver udsendt i februar 2008. Derudover er der udgivet dvd'er med afsnit i deres fulde længde i blandt andet Tyskland, Frankrig, Israel, Polen og Italien men kun på deres respektive sprog.
Derimod er serien ikke udgivet på dvd i USA. Ejheller Danmark har set noget til serien.